# Natação nos Jogos Olímpicos de Verão de 2024 - 400 m livre feminino
A prova dos 400 m livre feminino da natação nos Jogos Olímpicos de Verão de 2024 ocorreu em 27 de julho de 2024 na Paris La Défense Arena, em Paris. Um total de 21 nadadoras de 31 Comitês Olímpicos Nacionais (CON) participaram do evento.

## Qualificação
Cada Comitê Olímpico Nacional (CON) poderia inscrever no máximo duas nadadoras qualificadas em cada evento individual, mas somente se ambas atingissem o "tempo de qualificação olímpica" (OQT). Uma nadadora por evento poderia potencialmente entrar se atingisse o "tempo de consideração olímpica" (OCT), ou se a cota total de 852 competidores não tivesse sido atingida. Os CONs também poderiam inscrever nadadores independentemente do tempo através das vagas de universalidade, mesmo que não tenham atingindo nenhum dos tempos de inscrição padrão (OQT/OCT).
Após o fim da janela de qualificação, a World Aquatics avaliou o número de nadadores que alcançaram o OQT, o número de nadadores somente para as provas de revezamento e o número de vagas de universalidade, antes de convidar aqueles com OCT para cumprir a cota total de 852. Além disso, as vagas no OCT foram distribuídas por evento de acordo com as posições no ranking mundial durante o prazo de qualificação. Para os 400 m livre feminino, o OQT foi de 4min07s90 e o OCT de 4min09s14.

## Formato
A competição consiste em duas rodadas: preliminares e final. As nadadoras com os 8 melhores tempos nas baterias preliminares avançam para a final. Desempates (swim-offs) são utilizados conforme necessário para quebrar os empates de avanço a próxima rodada.

## Calendário
Horário local (UTC+2)
| Data                | Horário | Fase         |
| ------------------- | ------- | ------------ |
| 27 de julho de 2024 | 10:00   | Preliminares |
| 27 de julho de 2024 | 17:30   | Final        |

## Medalhistas
| Ouro   | AUS Ariarne Titmus  |
| Prata  | CAN Summer McIntosh |
| Bronze | USA Katie Ledecky   |

## Recordes
Antes desta competição, os recordes mundiais e olímpicos da prova eram os seguintes:
| Tipo | Atleta         | Tempo   | Local          | Data                |
| ---- | -------------- | ------- | -------------- | ------------------- |
|      | Ariarne Titmus | 3:55.38 | Fukuoka        | 23 de julho de 2023 |
|      | Katie Ledecky  | 3:56.46 | Rio de Janeiro | 7 de agosto de 2016 |

## Resultados

### Preliminares
As nadadoras com os oito melhores tempos, independente da bateria, avançam à final.
| Pos. | Bateria | Raia | Nadadora                 | CON                          | Tempo   | Notas |
| ---- | ------- | ---- | ------------------------ | ---------------------------- | ------- | ----- |
| 1    | 3       | 5    | Katie Ledecky            | USA Estados Unidos           | 4:02.19 | Q     |
| 2    | 3       | 4    | Ariarne Titmus           | AUS Austrália                | 4:02.46 | Q     |
| 3    | 2       | 5    | Erika Fairweather        | NZL Nova Zelândia            | 4:02.55 | Q     |
| 4    | 2       | 4    | Summer McIntosh          | CAN Canadá                   | 4:02.65 | Q     |
| 5    | 2       | 2    | Jamie Perkins            | AUS Austrália                | 4:03.30 | Q     |
| 6    | 2       | 3    | Paige Madden             | USA Estados Unidos           | 4:03.34 | Q     |
| 7    | 2       | 6    | Maria Fernanda Costa     | BRA Brasil                   | 4:03.47 | Q     |
| 8    | 3       | 6    | Isabel Gose              | GER Alemanha                 | 4:03.83 | Q     |
| 9    | 3       | 3    | Li Bingjie               | CHN China                    | 4:03.96 |       |
| 10   | 3       | 7    | Liu Yaxin                | CHN China                    | 4:04.39 |       |
| 11   | 3       | 1    | Waka Kobori              | JPN Japão                    | 4:08.02 |       |
| 12   | 2       | 1    | Valentine Dumont         | BEL Bélgica                  | 4:08.25 |       |
| 13   | 3       | 8    | Ajna Késely              | HUN Hungria                  | 4:08.90 |       |
| 14   | 1       | 4    | Leonie Märtens           | GER Alemanha                 | 4:09.62 |       |
| 15   | 2       | 8    | Anastasiya Kirpichnikova | FRA França                   | 4:10.32 |       |
| 16   | 3       | 2    | Gabrielle Roncatto       | BRA Brasil                   | 4:10.46 |       |
| 17   | 2       | 7    | Eve Thomas               | NZL Nova Zelândia            | 4:11.86 |       |
| 18   | 1       | 5    | Agostina Hein            | ARG Argentina                | 4:14.24 |       |
| 19   | 1       | 6    | Anastasiya Zelinskaya    | UZB Uzbequistão              | 4:31.71 |       |
| 20   | 1       | 2    | Natalia Kuipers          | ISV Ilhas Virgens Americanas | 4:33.46 |       |
| 21   | 1       | 3    | Karin Belbeisi           | JOR Jordânia                 | 4:37.30 |       |

### Final
As três nadadoras mais rápidas na final conquistam as medalhas.
| Pos.              | Raia | Nadadora             | CON                | Tempo   | Notas            |
| ----------------- | ---- | -------------------- | ------------------ | ------- | ---------------- |
| Medalha de ouro   | 5    | Ariarne Titmus       | AUS Austrália      | 3:57.49 |                  |
| Medalha de prata  | 6    | Summer McIntosh      | CAN Canadá         | 3:58.37 |                  |
| Medalha de bronze | 4    | Katie Ledecky        | USA Estados Unidos | 4:00.86 |                  |
| 4                 | 3    | Erika Fairweather    | NZL Nova Zelândia  | 4:01.12 |                  |
| 5                 | 8    | Isabel Gose          | GER Alemanha       | 4:02.14 | Recorde nacional |
| 6                 | 7    | Paige Madden         | USA Estados Unidos | 4:02.26 |                  |
| 7                 | 1    | Maria Fernanda Costa | BRA Brasil         | 4:03.53 |                  |
| 8                 | 2    | Jamie Perkins        | AUS Austrália      | 4:04.96 |                  |

Legenda
| Recorde mundial      | Recorde mundial (World record)               |                       | Recorde africano                      | Recorde africano (African) |                                           | Q | Classificado por posição (Qualified) |
| Recorde olímpico     | Recorde olímpico (Olympic record)            | Recorde da América    | Recorde da América (Americas)         | q                          | Classificado por melhor tempo (Qualified) |   |                                      |
| Melhor marca do ano  | Melhor marca do ano (World leading)          | Recorde asiático      | Recorde asiático (Asian)              | DNS                        | Não largou (Did not start)                |   |                                      |
| Recorde nacional     | Recorde nacional (National record)           | Recorde europeu       | Recorde europeu (European)            | DNF                        | Não terminou (Did not finish)             |   |                                      |
| Recorde pessoal      | Recorde pessoal do atleta (Personal best)    | Recorde da Oceania    | Recorde da Oceania (Oceania)          | DSQ / DQ                   | Desclassificado (Disqualified)            |   |                                      |
| Recorde da temporada | Recorde da temporada do atleta (Season best) | Recorde sul-americano | Recorde sul-americano (South America) | NM                         | Sem marca (No mark)                       |   |                                      |